# Bancos cantonales

Los bancos cantonales son entidades financieras suizas que agrupan a 24 bancos afiliados.
Dan empleo a 18.400 personas en Suiza y tienen una red de 641 sucursales y más de 1700 cajeros automáticos. Su balance a finales de 2017 es de más de 326 millardos de francos suizos y posee alrededor del 35% del mercado bancario suizo.

## Historia
Los bancos cantonales fueron fundados en su mayor parte en la segunda mitad del siglo XIX. Con el avance de la industrialización de la economía suiza, también aumentó la demanda de créditos en ese momento.
Debido a que los predecesores de los grandes bancos actuales invirtieron principalmente en la construcción ferroviaria, el comercio y la industria, el capital para las ramas tradicionales de la economía —la artesanía y la agricultura— se hizo escaso. Incluso los préstamos más pequeños no eran concedidos por los bancos en la mayoría de los casos.
Como resultado, en varios cantones creció el deseo de contar con bancos estatales que pudieran satisfacer la demanda de préstamos mediante la concesión de préstamos hipotecarios a bajo interés y promover la voluntad de la población de ahorrar a través de oportunidades de inversión seguras.
Las actividades de los nuevos bancos cantonales se caracterizaron por la prestación de servicios bancarios a amplios sectores de la población, el desarrollo de la economía regional y el mantenimiento de la competencia. Con el tiempo, continuaron ampliando su gama de servicios y productos.

## Lista de bancos cantonales
| Logo   | Nombre                                                                             | Cantón                     | Fundación | Activos (CHF billones) | Beneficio consolidado (CHF millones) |
| ------ | ---------------------------------------------------------------------------------- | -------------------------- | --------- | ---------------------- | ------------------------------------ |
|        | Zürcher Kantonalbank                                                               | Zürich                     | 1870      | 199.8                  | 1,058.7                              |
|        | Banque cantonale vaudoise                                                          | Vaud                       | 1845      | 59.4                   | 388.3                                |
| gauche | Basler Kantonalbank                                                                | Basilea-Ciudad             | 1899      | 55.2                   | 139                                  |
|        | St. Galler Kantonalbank                                                            | St. Gallen                 | 1915      | 40.8                   | 183.8                                |
| gauche | Berner Kantonalbank \| Banque Cantonale Bernoise                                   | Berna                      | 1834      | 39.8                   | 159.6                                |
|        | Luzerner Kantonalbank                                                              | Lucerna                    | 1850      | 57                     | 226.6                                |
|        | Aargauische Kantonalbank                                                           | Aargau                     | 1913      | 38.1                   | 179                                  |
|        | Basellandschaftliche Kantonalbank                                                  | Basilea-Campiña            | 1864      | 34.8                   | 130                                  |
|        | Thurgauer Kantonalbank                                                             | Thurgau                    | 1871      | 33.3                   | 147.8                                |
|        | Graubündner Kantonalbank \| Banca Chantunala Grischuna \| Banca Cantonale Grigione | Grisones                   | 1870      | 33.2                   | 207.5                                |
|        | Banque cantonale de Genève                                                         | Ginebra                    | 1861      | 30                     | 176                                  |
|        | Schwyzer Kantonalbank                                                              | Schwyz                     | 1890      | 23.6                   | 79.9                                 |
|        | Zuger Kantonalbank                                                                 | Zug                        | 1892      | 18.6                   | 97.2                                 |
|        | Banque cantonale de Fribourg \| Freiburger Kantonalbank                            | Friburgo                   | 1892      | 27.3                   | 141.1                                |
|        | Banque cantonale du Valais \| Walliser Kantonalbank                                | Valais                     | 1916      | 19.3                   | 72.9                                 |
|        | Banca dello Stato del Cantone Ticino                                               | Tesino                     | 1915      | 18.6                   | 64.4                                 |
|        | Banque cantonale neuchâteloise                                                     | Neuchâtel                  | 1883      | 11.3                   | 42.6                                 |
|        | Schaffhauser Kantonalbank                                                          | Schaffhausen               | 1883      | 9.2                    | 55.3                                 |
|        | Glarner Kantonalbank                                                               | Glarus                     | 1884      | 8.6                    | 25.3                                 |
|        | Nidwaldner Kantonalbank                                                            | Nidwalden                  | 1879      | 6.2                    | 16                                   |
|        | Obwaldner Kantonalbank                                                             | Obwalden                   | 1886      | 5.9                    | 13.8                                 |
|        | Urner Kantonalbank                                                                 | Uri                        | 1915      | 3.6                    | 17.1                                 |
| gauche | Appenzeller Kantonalbank                                                           | Appenzell Rodas Interiores | 1899      | 4.1                    | 11.9                                 |
|        | Banque cantonale du Jura                                                           | Jura                       | 1979      | 4.3                    | 10.2                                 |
|        | Total                                                                              |                            |           | 782.4                  | 3,644.6                              |